# '88夏休みスペシャル 思い出のアイドルスター大集合in大磯
『'88夏休みスペシャル 思い出のアイドルスター大集合in大磯』（はちじゅうはちなつやすみスペシャル おもいでのアイドルスターだいしゅうごうインおおいそ）は、1988年7月22日にフジテレビ系列の『金曜おもしろバラエティ』で生放送された特別番組（歌謡番組）である。

## 概要
昭和40年から50年代にかけて活躍したアイドル歌手が、当時のヒット曲を次々と披露する。公開は大磯ロングビーチ内に特設ステージを作って行われた。

## 司会
- 愛川欽也
- 水沢アキ

なお水沢は番組内で、自身が歌った楽曲にしてデビュー曲『娘ごころ』（1973年リリース）を披露した。

## 演奏
- 豊岡豊とスイングフェイス

## 出演歌手と曲目
| 歌手           | 曲目                             |
| -------------- | -------------------------------- |
| あいざき進也   | 気になる17才                     |
| 藍美代子       | ミカンの実る頃                   |
| 朝田のぼる     | 白いスカーフ                     |
| 荒川務         | 太陽の日曜日                     |
| 伊丹幸雄       | 青い麦                           |
| にしきのあきら | 空に太陽がある限り               |
| 藤正樹         | 忍ぶ雨                           |
| 鹿取洋子       | ゴーイン・バック・トゥ・チャイナ |
| 天馬ルミ子     | 教えて下さい神様                 |
| 桜たまこ       | 東京娘                           |
| 松本ちえこ     | 恋人試験                         |
| 桑江知子       | 私のハートはストップモーション   |
| シェリー       | 甘い経験                         |
| 豊川誕         | 星めぐり                         |
| 能瀬慶子       | アテンション・プリーズ           |
| 城みちる       | イルカにのった少年               |
| 永田英二       | あこがれ                         |